# Lutz Taufer
Lutz Fred Taufer, född 1944, är en tysk tidigare terrorist verksam inom Röda armé-fraktionen (RAF). Taufer var en av medlemmarna av Kommando Holger Meins som den 24 april 1975 ockuperade den västtyska ambassaden i Stockholm.
Taufer gick med i RAF 1971. Vid ambassadockupationen 1975 var han psykologistudent. I juli 1977 dömdes han till livstids fängelse för mord och terroristverksamhet. Han frigavs 1996.